# Grind Stormer

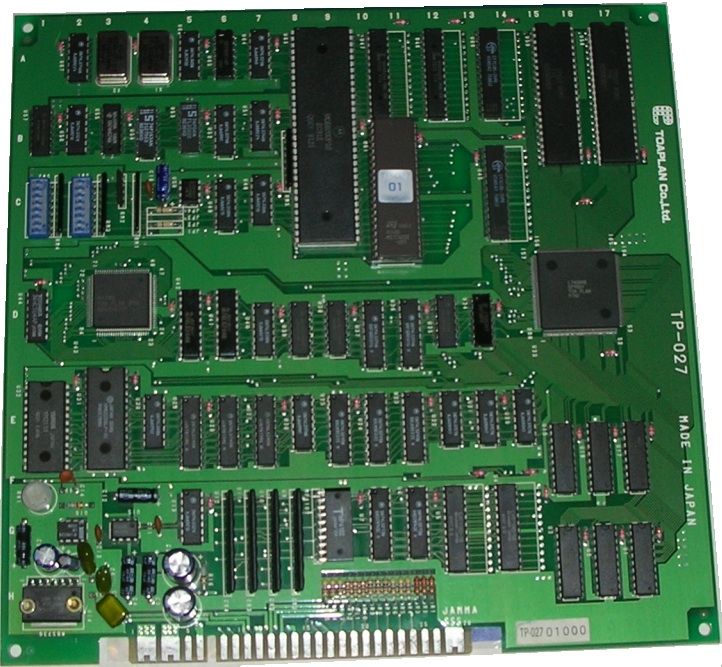
Circuito stampato del cabinato di V・V

Grind Stormer, anche conosciuto come V・V (ヴィ・ファイヴ?, "Vee Five"), è uno shoot 'em up a scorrimento verticale sviluppato per arcade da Toaplan, di cui uscì una versione per Sega Mega Drive, distribuita da Tengen, nel 1994 esclusivamente per il mercato giapponese e nord americano.

## Trama
Il gioco ha luogo nell'anno 2210, quando il "cabinato arcade definitivo" Grind Stormer/V・V è stato finalmente pubblicato. Il gioco è uno sparatutto in realtà virtuale e crea così tanta dipendenza nei giocatori da costringere il governo ad indagare sulla questione. A un uomo viene assegnato il compito di scoprire ciò che si nasconde dietro a questo fenomeno e di fare l'impossibile: completare il gioco.

## Modalità di gioco
Il gioco venne pubblicato su Sega Mega Drive su cartuccia 2-in-1. I giocatori possono scegliere se giocare V・V o Grind Stormer, che di diverso hanno, principalmente, il sistema di power-up:
- In Grind Stormer, i giocatori hanno la configurazione tradizionale delle armi, con power-up dall'effetto immediato e bombe (gemme). Questa versione, inoltre, ha sia potenziamenti di accelerazione che di decelerazione e oggetti dal valore (in punti) più alto.
- In V・V, i giocatori devono raccogliere delle gemme che consentono loro di scegliere tra i vari potenziamenti, mediante un sistema "power meter" simile a quello di Gradius. La Toaplan aveva già utilizzato un sistema simile con uno dei loro giochi precedenti: Slap Fight.

## Armi
- Shot - L'arma di base, può sparare proiettili in tre direzioni diverse contemporaneamente, oppure essere concentrata in un solo raggio, più grande e potente, quando le opzioni (piccole navicelle che orbitano quella principale) sono vicine alla nave.

- Search - Un'arma che rende "a ricerca" i colpi delle opzioni, tuttavia queste possono prendere di mira anche nemici invulnerabili. Quando l'arma è attiva, la nave spaziale assume una colorazione viola chiaro. Le opzioni seguono la navicella similmente a come fanno su Gradius.

- Missile - Quest'arma spara missili non "a ricerca", ma ad un'elevata cadenza di tiro e potenza. La navicella diventa blu quando l'arma è equipaggiata.